# Sutton Cheney
Sutton Cheney is een civil parish in het bestuurlijke gebied Hinckley and Bosworth, in het Engelse graafschap Leicestershire met 538 inwoners.